# Antigua e Barbuda ai Giochi della XXXI Olimpiade
Antigua e Barbuda ha partecipato ai Giochi della XXXI Olimpiade, che si sono svolti a Rio de Janeiro, Brasile, dal 5 al 21 agosto 2016 con una delegazione di nove atleti, sette uomini e due donne. È stata la decima partecipazione della nazione caraibica ai giochi olimpici estivi.
Portabandiera alla cerimonia di apertura è stato il velocista Daniel Bailey, alla sua quarta Olimpiade. Bailey aveva già ricoperto questo ruolo a Atene 2004 e Londra 2012.
Non sono state conquistate medaglie.

## Atletica leggera
Gare maschili
| Atleta                                                                              | Gara              | Batterie | Batterie | Quarti | Quarti | Semifinale      | Semifinale      | Finale          | Finale          |
| Atleta                                                                              | Gara              | Tempo    | Pos.     | Tempo  | Pos.   | Tempo           | Pos.            | Tempo           | Pos.            |
| ----------------------------------------------------------------------------------- | ----------------- | -------- | -------- | ------ | ------ | --------------- | --------------- | --------------- | --------------- |
| Daniel Bailey                                                                       | 100 m piani       | Bye      | Bye      | 10"20  | 2º Q   | dns             | dns             | non qualificato | non qualificato |
| Cejhae Greene                                                                       | 100 m piani       | Bye      | Bye      | 10"20  | 4º Q   | 10"13           | 7º              | non qualificato | non qualificato |
| Miguel Francis                                                                      | 200 m piani       | dns      | dns      | N/A    | N/A    | non qualificato | non qualificato | non qualificato | non qualificato |
| Daniel Bailey Cejhae Greene Miguel Francis Jared Jarvis Chavaughn Walsh Tahir Walsh | Staffetta 4×100 m | 38"44    | 6º       | N/A    | N/A    | N/A             | N/A             | non qualificato | non qualificato |

Gare femminili
| Atleta              | Gara          | Qualificazioni | Qualificazioni | Finale          | Finale          |
| Atleta              | Gara          | Tempo          | Pos.           | Tempo           | Pos.            |
| ------------------- | ------------- | -------------- | -------------- | --------------- | --------------- |
| Priscilla Frederick | Salto in alto | 1,89 m         | 28ª            | non qualificata | non qualificata |

## Nuoto
Gare maschili
| Atleta             | Gara               | Qualificazioni | Qualificazioni | Semifinale      | Semifinale      | Finale          | Finale          |
| Atleta             | Gara               | Tempo          | Pos.           | Tempo           | Pos.            | Tempo           | Pos.            |
| ------------------ | ------------------ | -------------- | -------------- | --------------- | --------------- | --------------- | --------------- |
| Noah Mascoll-Gomes | 200 m stile libero | 1'53"16        | 44º            | non qualificato | non qualificato | non qualificato | non qualificato |

Gare femminili
| Atleta           | Gara              | Qualificazioni | Qualificazioni | Semifinale      | Semifinale      | Finale          | Finale          |
| Atleta           | Gara              | Tempo          | Pos.           | Tempo           | Pos.            | Tempo           | Pos.            |
| ---------------- | ----------------- | -------------- | -------------- | --------------- | --------------- | --------------- | --------------- |
| Samantha Roberts | 50 m stile libero | 27"95          | 57ª            | non qualificata | non qualificata | non qualificata | non qualificata |